# Mathé Souverbie
Mathé Souverbie est une danseuse classique et actrice française.

## Biographie
Mathé Souverbie commence sa carrière de danseuse aux Studio Wacker fondés par Olga Preobrajenska en 1923 et situés au 67-69 rue de Douai. Ce haut lieu de la chorégraphie parisienne lui permet de rencontrer, à la fin des années 1950, Maurice Béjart, qui était alors l'élève de Nora Kiss.
Elle devient une des premières collaboratrices de Béjart aux côtés de Tessa Beaumont ou de Marie-Claire Carrié. Mathé Souverbie acquiert une certaine notoriété dans L'Heure exquise mise en scène par le même chorégraphe. En 1968, elle partage avec Jacques Dutronc un spectacle à Paris. Elle y présente à nouveau L'Heure exquise en première partie mais n'apparait pas dans les scènes avec le chanteur.
À la fin des années 1970, Mathé Souverbie quitte progressivement son statut de danseuse pour se consacrer au métier d'actrice. En 1977, on la retrouve dans Comme sur des roulettes de Nina Companeez où elle tient son premier et unique rôle principal avec Évelyne Buyle. Jusqu'à la fin des années 1990, elle apparaît dans plusieurs films, séries et téléfilms, mais les rôles qu'elle tient se font très brefs et parfois même figuratifs.

## Filmographie
- 1964 : La Reine verte de Robert Mazoyer
- 1977 : Comme sur des roulettes de Nina Companeez : Émilie-Mireille
- 1977 : Pourquoi pas ! de Coline Serreau : la mère de Sylvie
- 1978 : Le Sucre de Jacques Rouffio : la femme du cousin Lomont
- 1978 : Un si joli village d'Étienne Périer : Vanille
- 1978 : Un ours pas comme les autres (mini-série) de Nina Companeez : Élisabeth
- 1978 : La Vigne à Saint Romain (téléfilm) de Jean Pradinas : Nini
- 1979 : Le Tourbillon des jours (mini-série) de Jacques Doniol-Valcroze : Mme Lecuyer
- 1979 : Le Roi Muguet (téléfilm) de Guy Jorré : une vendeuse
- 1980 : Ras le cœur de Daniel Colas : une cliente
- 1980 : Charter 2020 (téléfilm) de Pierre Lary : un médecin
- 1980 : Médecins de nuit de Peter Kassovitz, épisode : Un plat cuisiné (série télévisée) : la chorégraphe
- 1981 : Rends-moi la clé de Gérard Pirès
- 1981 : Quatre femmes, quatre vies (mini-série) de Jacques Trébouta : Maria
- 1981 : Ce monde est merveilleux (téléfilm) de Guy Jorré : Mme de Rafle
- 1981 : Qu'est-ce qui fait courir David ? d'Élie Chouraqui : une danseuse à la bar-mitsva
- 1982 : Qu'est-ce qu'on attend pour être heureux ! de Coline Serreau : Nini
- 1983 : Médecins de nuit (épisode La Dernière Nuit) d'Emmanuel Fonlladosa : Mme de Saint-Cyr
- 1984 : Les Nanas d'Annick Lanoë : la cheffe des rayons
- 1985 : Trois hommes et un couffin de Coline Serreau : Marie-Rose
- 1985 : Une femme ou deux de Daniel Vigne : une académicienne
- 1985 : Châteauvallon (mini-série) de Paul Planchon : une invitée
- 1987 : Sentiments (épisode La Lettre perdue) de Jean-Louis Bertuccelli
- 1989 : La Fille des collines de Robin Davis : une vendeuse
- 1989 : La Grande Cabriole de Nina Companeez (mini-série)
- 1990 : Drôle de soirée d'Emmanuel Fonlladosa, avec Pieral
- 1990 : Imogène (mini-série) de Michel Grisolia : Géraldine Trouhadec
- 1991 : Génération Oxygène de Georges Trillat : la gouvernante
- 1991 : Cas de divorce (épisode Celier contre Celier) d'Alain Lombardi : Michèle Delond
- 1995 : L'Histoire du samedi (mini-série) de Georges Trillat : une cliente à la poste
- 1998 : Avocats et Associés (mini-série) de Philippe Triboit : Mère de Michèle Berg